# Akromelanismus
Als Akromelanismus oder Kälteschwärzung wird bei verschiedenen Säugetieren die dunkle Färbung der kühleren Körperteile (Gesicht, Beine, Schwanz) bezeichnet. Kälteschwärzung kommt bei verschiedenen Tierarten vor, zum Beispiel bei Point-Katzen (Hauskatze), Russenkaninchen (Hauskaninchen) oder Englischen Parkrindern (Hausrind).
Die Bezeichnung ist irreführend, denn eigentlich handelt es sich nicht um eine Form von Melanismus, sondern um einen teilweisen Albinismus; durch eine wärmeempfindliche Tyrosinase wird an den wärmeren Körperteilen weniger oder gar kein Pigment gebildet. Bei der Geburt sind akromelanistische Tiere noch ganz weiß, die „Kälteflecken“ bilden sich erst später aus. Die Mutation gehört zum Formenkreis des
Okulokutanen Albinismus Typ 1.

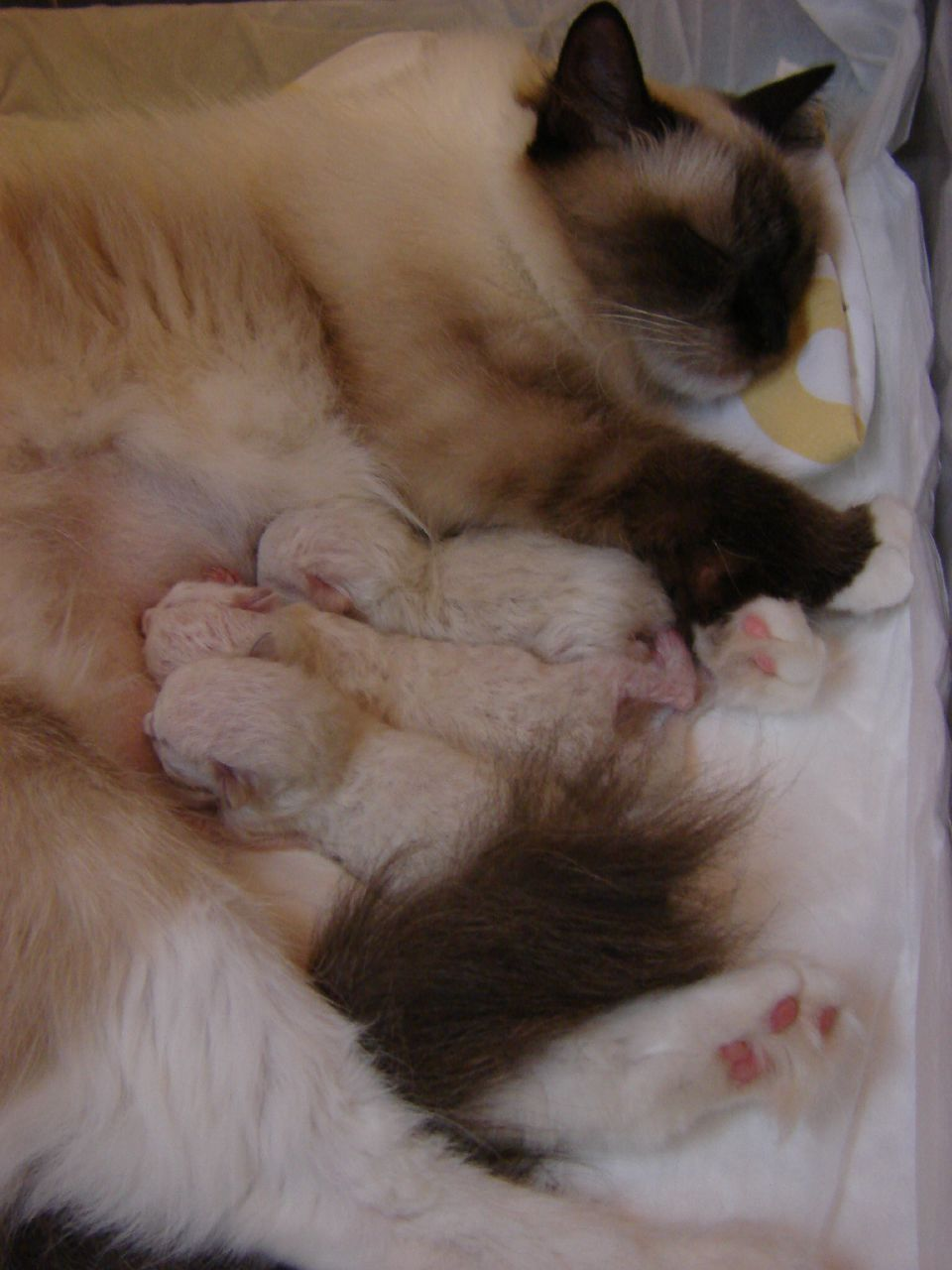
Ragdoll-Katze mit noch weißen Welpen
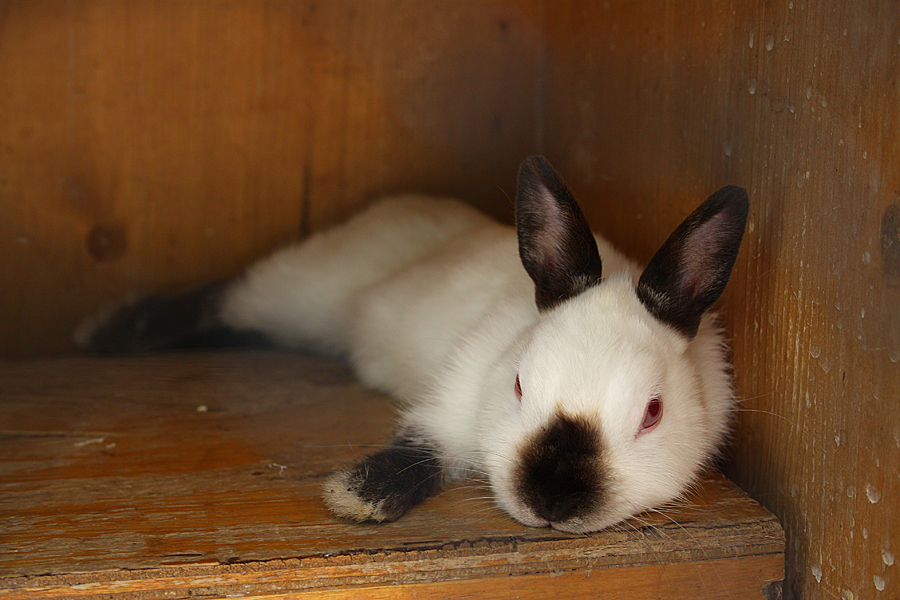
Russenkaninchen
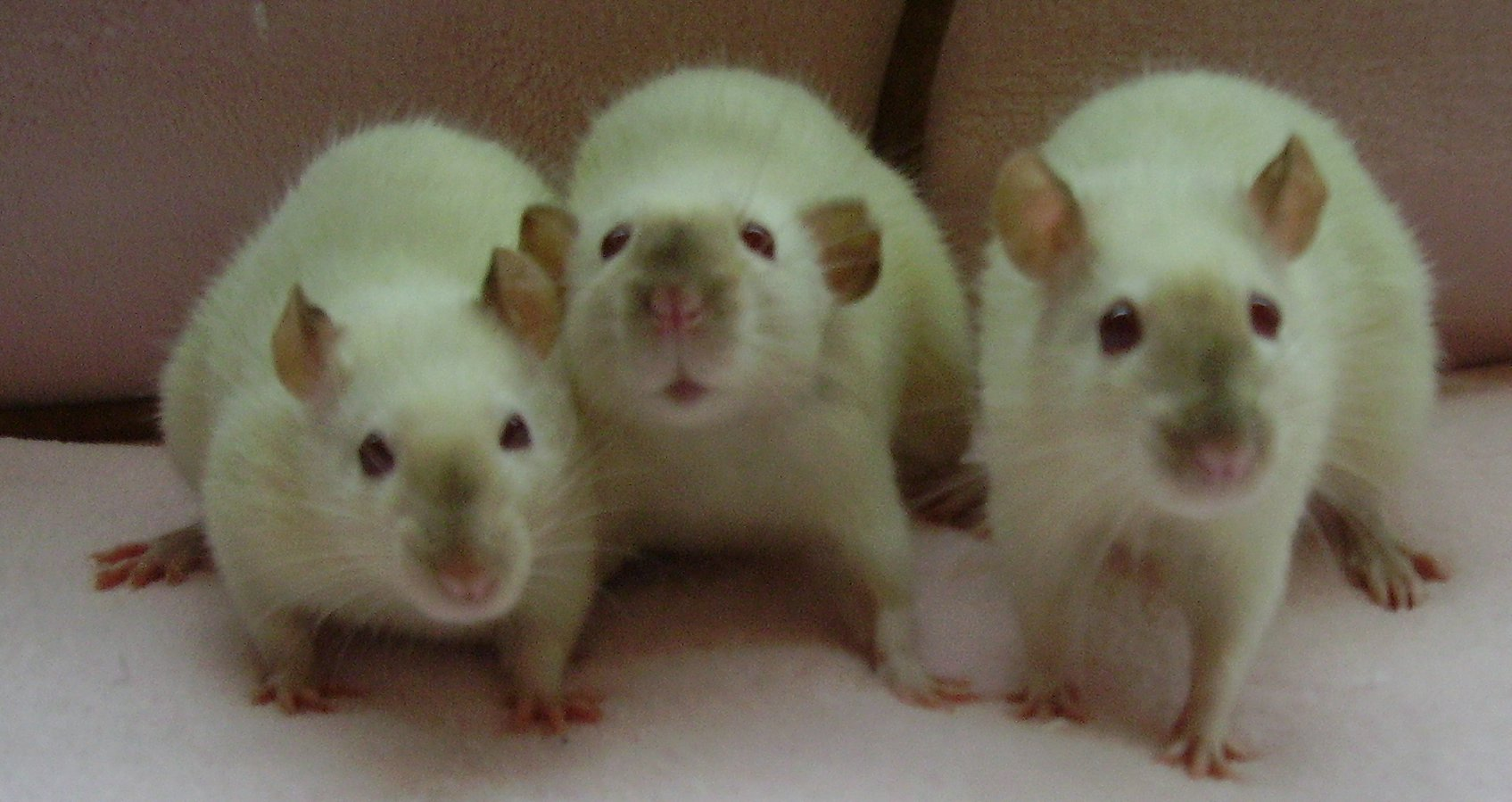
Akromelanistische Ratten
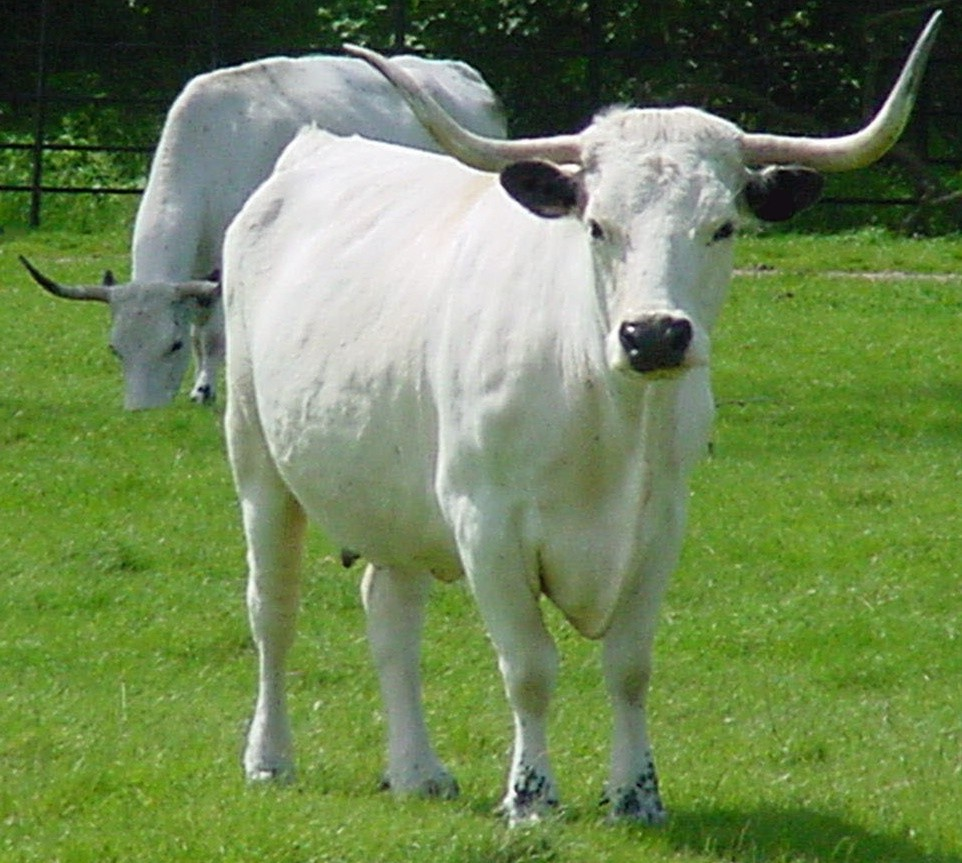
Englisches Parkrind